# Rila (Kjustendil)
Rila (in bulgaro Рила?) è un comune bulgaro situato nel distretto di Kjustendil di 3 656 abitanti (dati 2009). La sede comunale è nella località omonima.

## Località
Il comune è formato dall'insieme delle seguenti località:
- Rila (sede comunale)
- Padala
- Pastra
- Monastero di Rila (Rilski manastir)
- Smočevo